# Ala (Tõrva)
Ala is een plaats in de Estlandse gemeente Tõrva in de provincie Valgamaa. De plaats heeft de status van dorp (Estisch: küla).
Tot in oktober 2017 lag Ala in de gemeente Helme. In die maand werd Helme bij Tõrva gevoegd.

## Bevolking
Het dorp had 238 inwoners op 31 december 2011 en 213 inwoners op 31 december 2021.

## Ligging
Ala ligt aan de rivier Õhne en aan de Põhimaantee 6, de hoofdweg van Pärnu naar Valga aan de grens met Letland. Ten noorden van Ala ligt de grens tussen de provincies Valgamaa en Viljandimaa.
Bij Ala ligt een offersteen, de Ala ohvrikivi.

## Geschiedenis
Ala werd voor het eerst genoemd in 1839 onder de naam Alla als herberg op het terrein van het landgoed Wagenküll (Taagepera). De herberg is in 1935 verbouwd tot school. Rond de herberg ontstond een nederzetting, die in 1922 de status van vlek (Estisch: alevik) kreeg. In 1977 kreeg Ala de buurdorpen Mäeküla, Lopsu en Vanamõisa erbij, maar werd de plaats ook gedegradeerd tot dorp. Vanamõisa (Duits: Alt-Wagenküll) was een ‘semi-landgoed’ (Duits: Beigut, Estisch: poolmõis) geweest, een landgoed dat deel uitmaakt van een groter landgoed, in dit geval Wagenküll.
De kerk van Taagepera (Estisch: Taagepera Jaani kirik), gewijd aan Sint-Jan, ligt op het grondgebied van Ala. De kerk, aangesloten bij de Estische Evangelisch-Lutherse Kerk (EELK), is van steen, maar heeft een houten torenspits. De kerk werd gebouwd in 1674 als bijkerk van de kerk in Helme. Otto von Stackelberg was toen de eigenaar van het landgoed Wagenküll. In 1928 werd de parochie van Taagepera zelfstandig. De kerk biedt plaats aan 120 personen en is na 2000 driemaal gerestaureerd. Hoewel Ala in de provincie Valgamaa ligt, is de parochie door de lutherse kerk ingedeeld bij de provincie Viljandimaa. Er is een kerkhof in de omgeving van de kerk.
In 1934 kreeg Ala een monument ter herdenking van de Estische Onafhankelijkheidsoorlog. Het werd afgebroken tijdens de Sovjetbezetting van 1940, maar opnieuw opgebouwd in 1990.

## Foto's

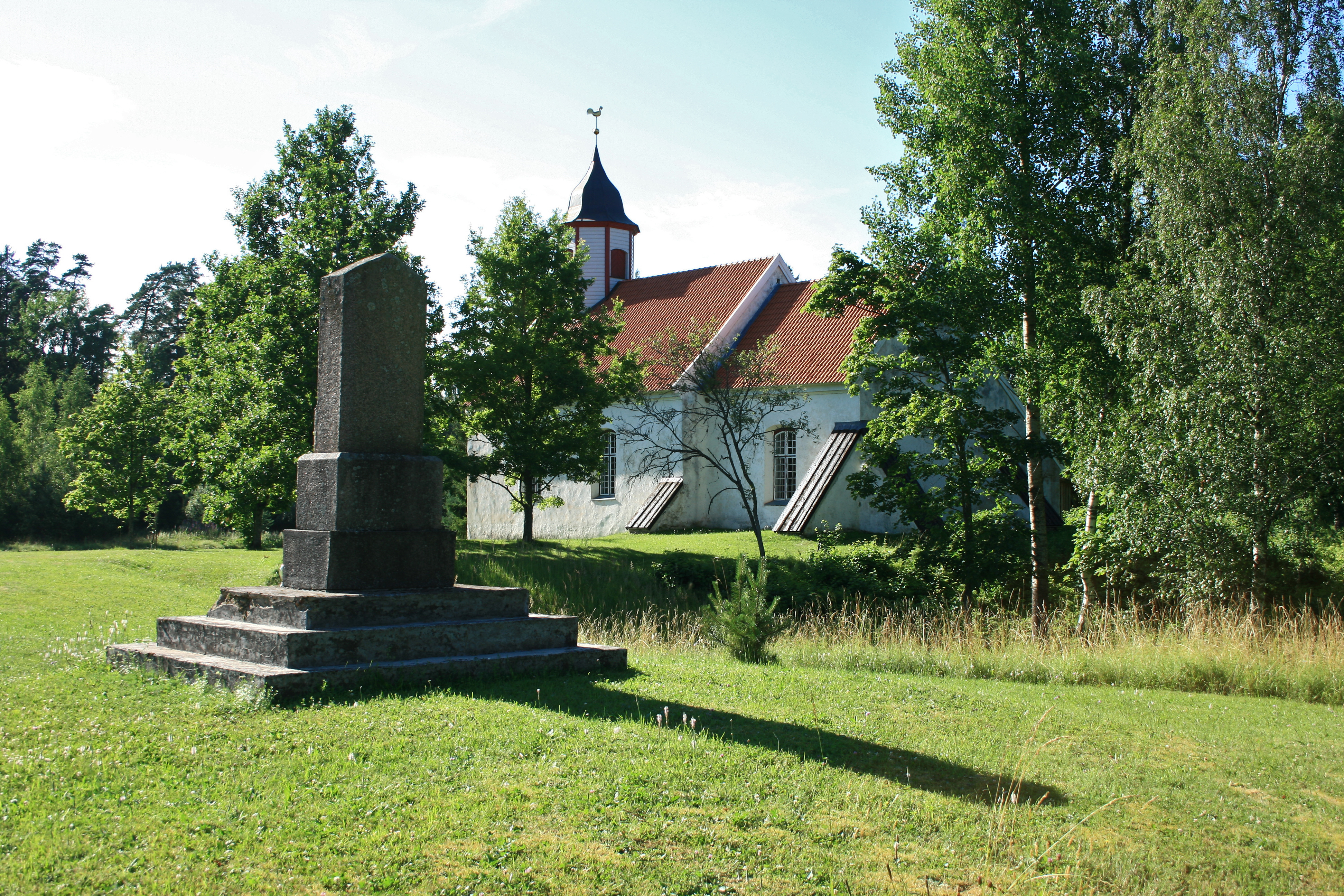
Monument voor de Estische Onafhankelijk-heidsoorlog met op de achtergrond de kerk van Taagepera
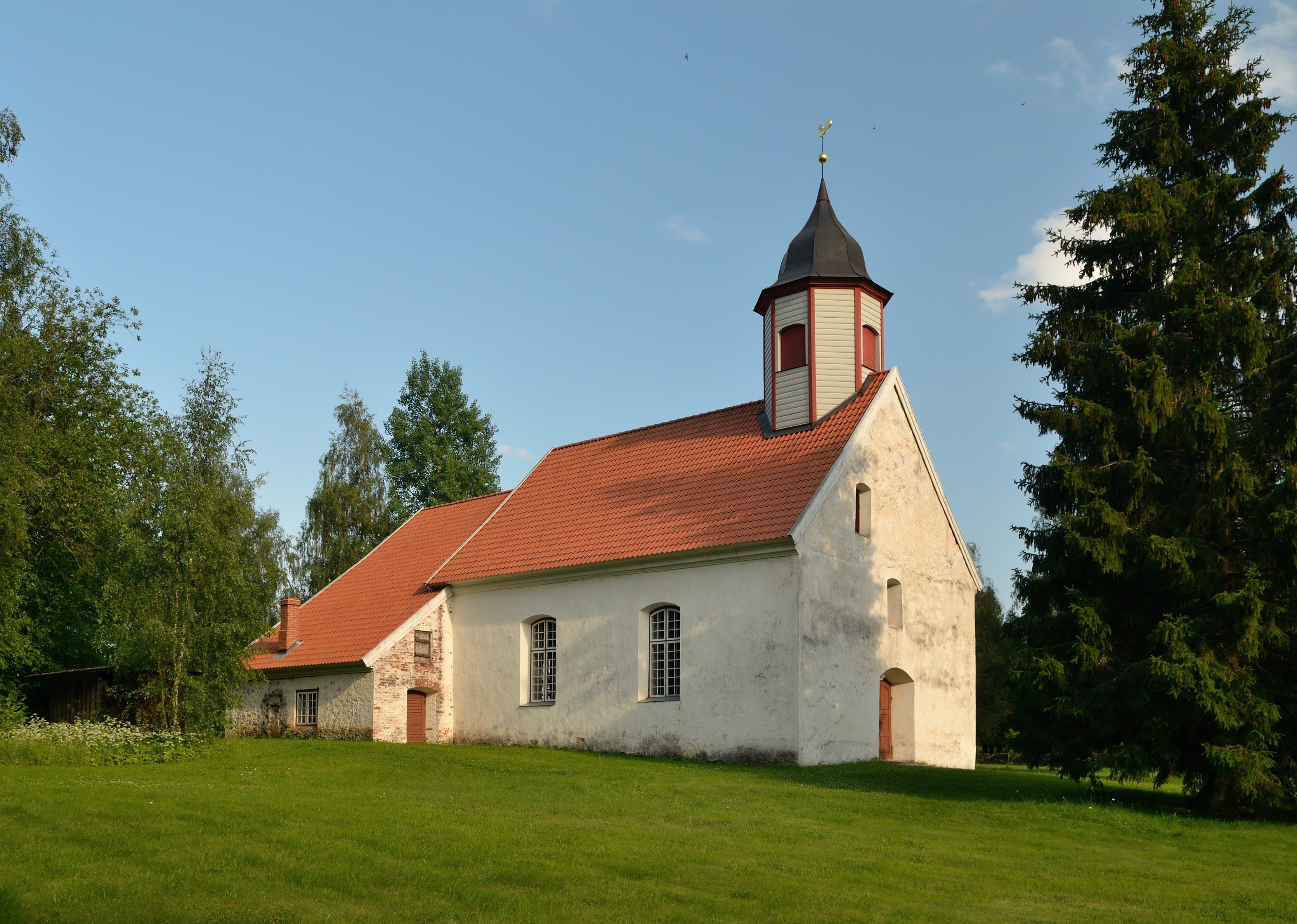
De kerk van Taagepera
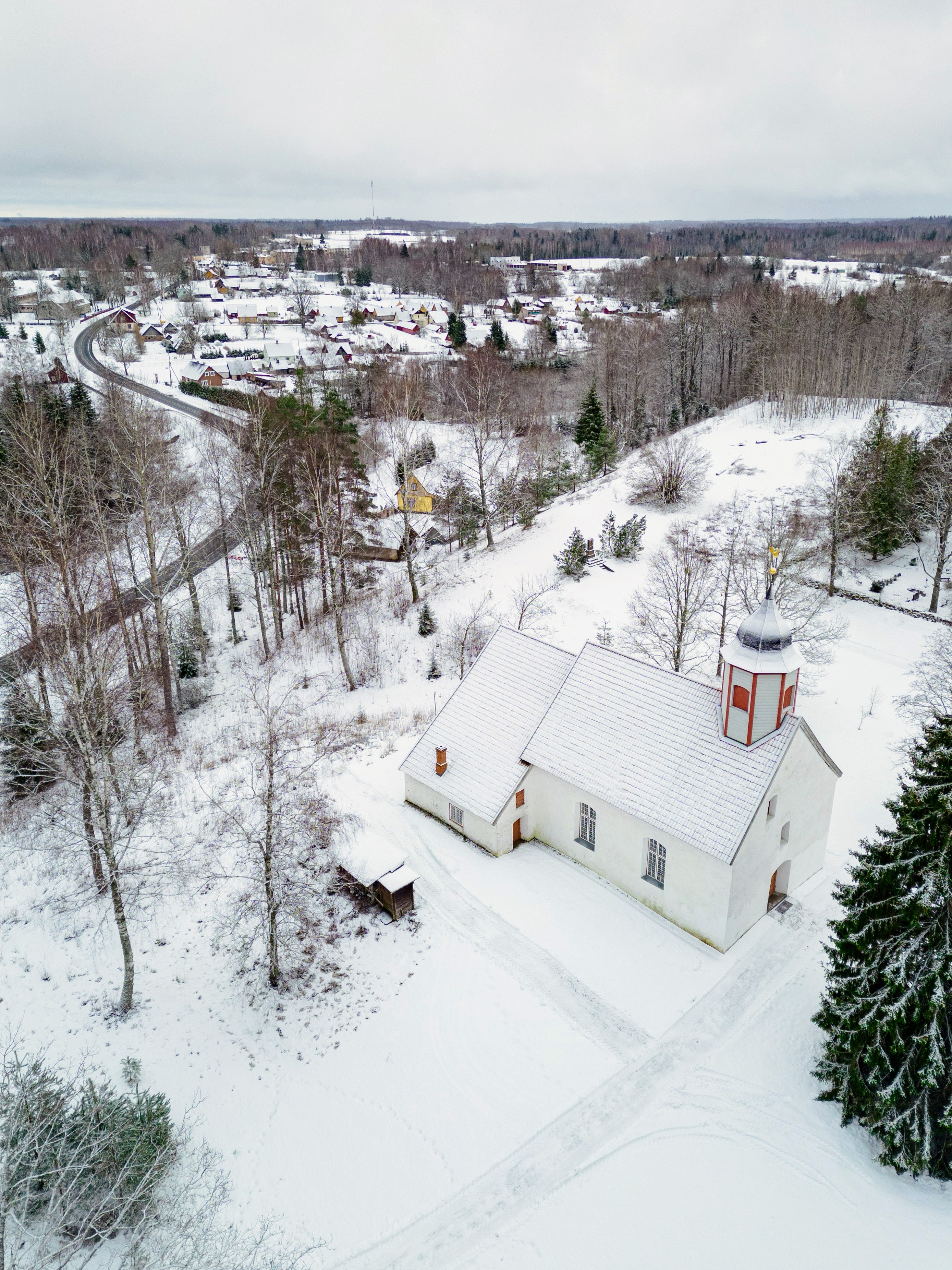
Ala in de winter